# Carl Wilhelm Friedrich Grattenauer

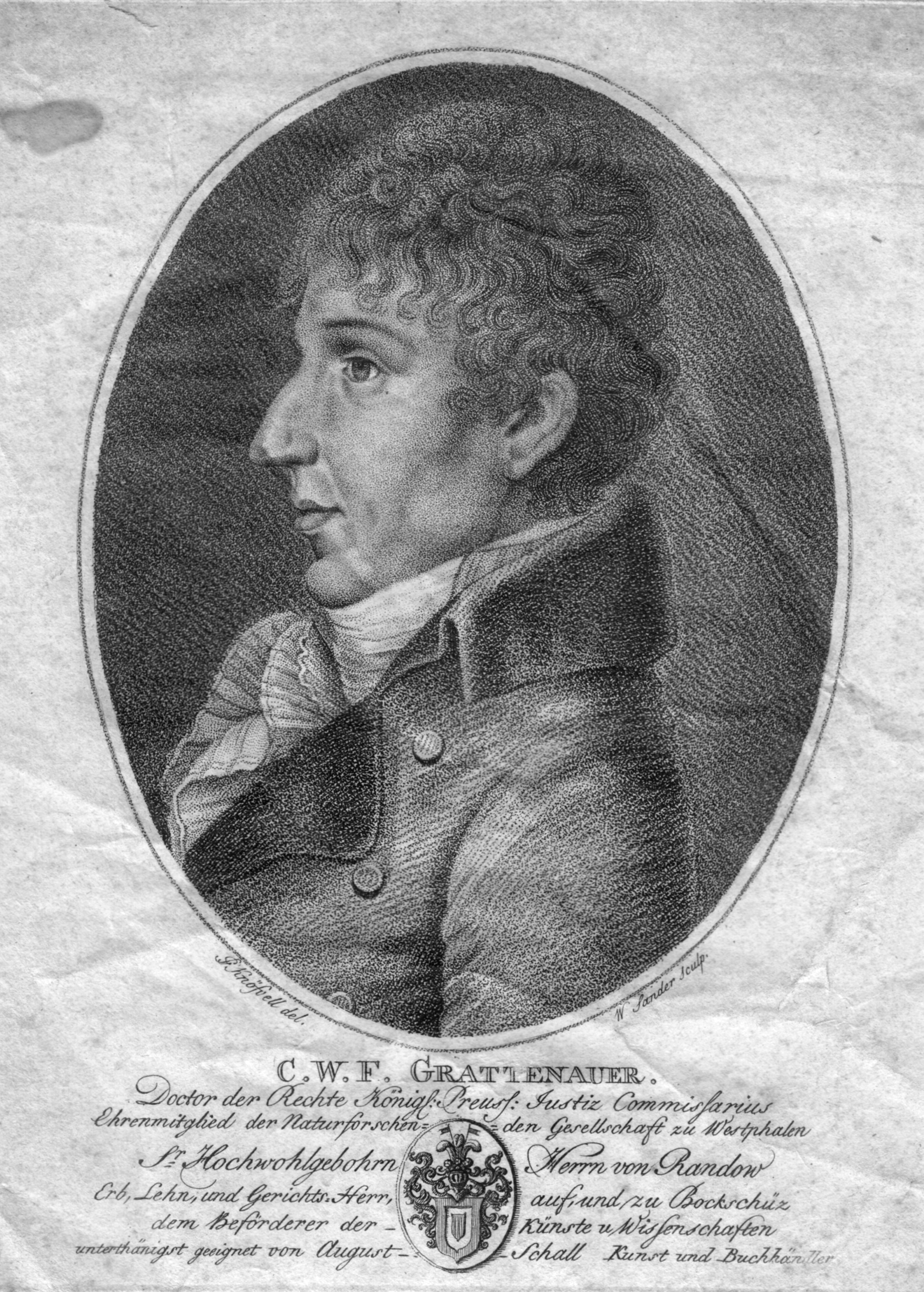
Karl Wilhelm Friedrich Grattenauer, ca. 1810

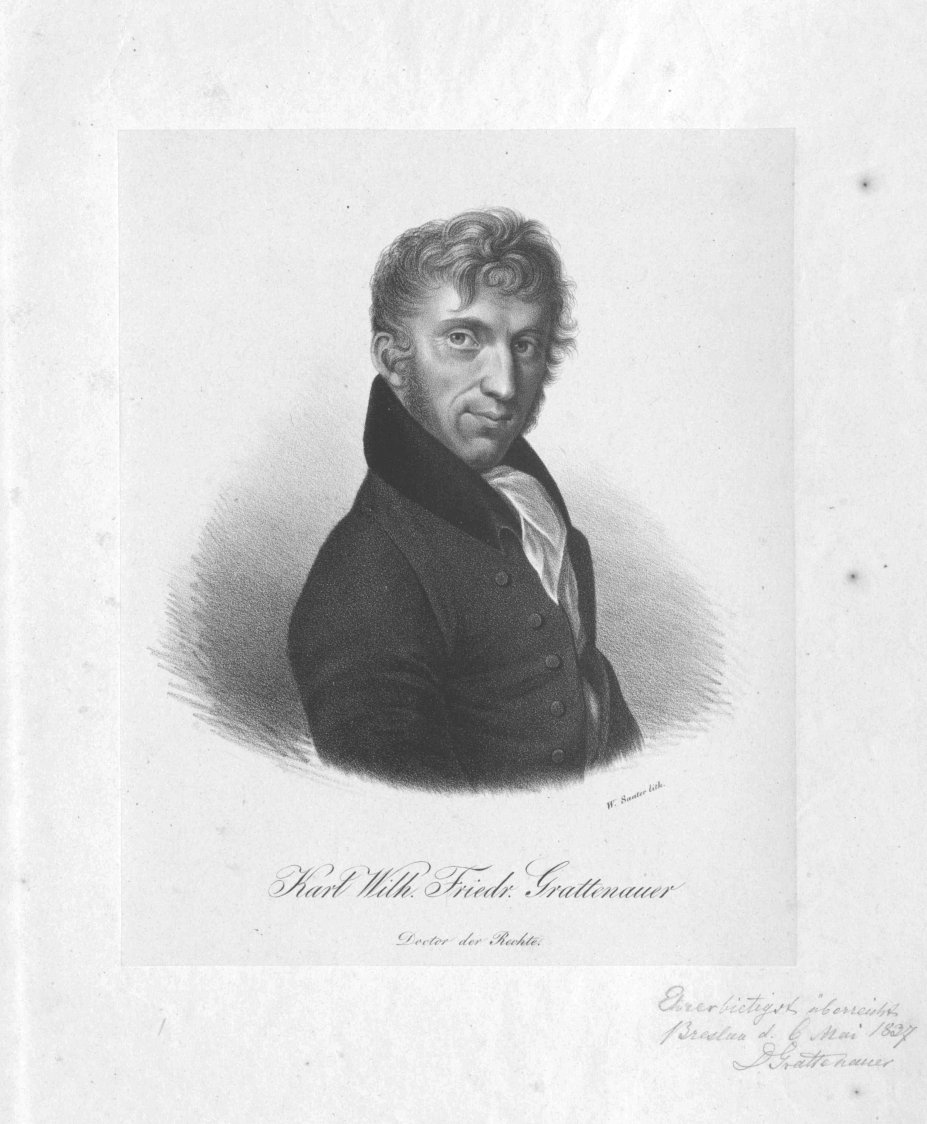
Karl Wilhelm Friedrich Grattenauer

Carl Wilhelm Friedrich Grattenauer (* 30. März 1773 in Stargard in Pommern; † 23. Mai 1838 in Breslau) war ein deutscher Jurist und antisemitischer Publizist und Schriftsteller.

## Leben
Grattenauer war ein Sohn des Stargarder Pfarrers Johann Friedrich Grattenauer (1741–1813) und Neffe des Verlegers Ernst Christoph Grattenauer.
Er besuchte ab 1788 die Franckeschen Stiftungen in Halle und studierte anschließend Jura ebenda. In diesem Fach wurde er 1797 promoviert. Er wirkte zuerst als Oberlandesgerichtsrat in Insterburg, dann seit 1797 als Justizcommissarius am Kammergericht und Notar in Berlin. Er hielt 1800 auch Vorlesungen über Wechselrecht. Wegen Differenzen mit seinen Kollegen wurde er 1804 entlassen und ließ sich danach in Breslau als Rechtsanwalt nieder. Außerdem begann er in Breslau eine rege Publikationstätigkeit. Viele seiner Schriften erschienen bei Johann Jakob Korn.
Grattenauer war mit Anna Philippine Elisabeth Grohmann verheiratet und hatte drei Kinder, darunter den Arzt Johann Friedrich Wilhelm Grattenauer (* 3. August 1799 Berlin, Jerusalemgemeinde).

## Antisemitische Publizistik
Ein 1791 anonym erschienenes Buch gegen die Judenemanzipation, Ueber die physische und moralische Verfassung der heutigen Juden, wird ihm von neueren Autoren zugeschrieben, während es Zeitgenossen nicht unter seinen Werken aufführten. Grattenauer war bei Erscheinen erst 18 Jahre alt. Der Autor dagegen schreibt, er habe Teile des Buches bereits 1786 geschrieben und er habe jetzt aufgehört, ein öffentliches Amt zu bekleiden. Er behandelte besonders ihm persönlich bekannte Berliner Juden wie Moses Mendelssohn in abfälliger Weise. Moses Hirschel schrieb als Erwiderung: Apologie der Menschenrechte, Zürich 1793.
Die Schrift Wider die Juden von 1803 erschien zunächst auch anonym, doch bekannte sich Grattenauer später zu ihr, nachdem sein Name bekannt geworden war. Sie wurde sechsmal aufgelegt, entfachte noch größeren Skandal als die Schrift von 1791 und veranlasste sogar die Regierung zu Zensurmaßnahmen. Unter den Gegenschriften war Für die Juden von Johann Wilhelm Andreas Kosmann und Bellerophon oder Der geschlagene Grattenauer, Hamburg 1803. Grattenauers Entlassung aus dem Staatsdienst folgte am 16. Februar 1804. Als Grund werden „Unregelmäßigkeiten bei der Erhebung von Konkursgeldern“ angegeben (Goedeke). Die zweijährige Festungshaft, zu der er verurteilt wurde, hat er offenbar nicht angetreten.
Grattenauer forderte die Juden betreffend entweder Ausweisung oder (als für ihn lediglich zweitbeste Lösung) Ghettoisierung. Juden sprach er grundsätzlich menschliche Qualitäten wie Rechtschaffenheit, Ehrlichkeit und Treue ab und verglich sie mit Orang-Utans.
Er machte sich nicht nur unter Juden „Feinde in zahlloser Menge“. So trug er mit Ludwig Devrient eine erbitterte Fehde aus, die in den Erinnerungen von Heinrich Anschütz überliefert wird.
Nach August Varnhagen ist Grattenauer auch Verfasser der Apologie der Gräfin Lichtenau (1808), die sonst Johann Gottlieb Schummel zugeschrieben wird.

## Rezeption
Im Nachruf von Ladislaus Tarnowski heißt es: „Als Schriftsteller war er ungemein regsam, lebendig, als Kritiker feurig, enthusiastisch-excentrisch, als Mensch originell, doch sehr schroff und absprechend.“ (Neuer Nekrolog der Deutschen)
Ph. J. Külb hielt seine Schriften über Wechselrecht und Besatzungsrecht für nützlich (Ersch/Gruber).
Heute ist sein juristisches Werk vergessen, wohingegen er durch seine judenfeindlichen Schriften als prominenter Exponent des Antisemitismus gilt. Durch seine in „wüste[n] Pamphlete[n]“ vertretene Ablehnung auch getaufter Juden war er der „wohl erste rassistisch-antisemitische Autor in Deutschland“.

## Schriften

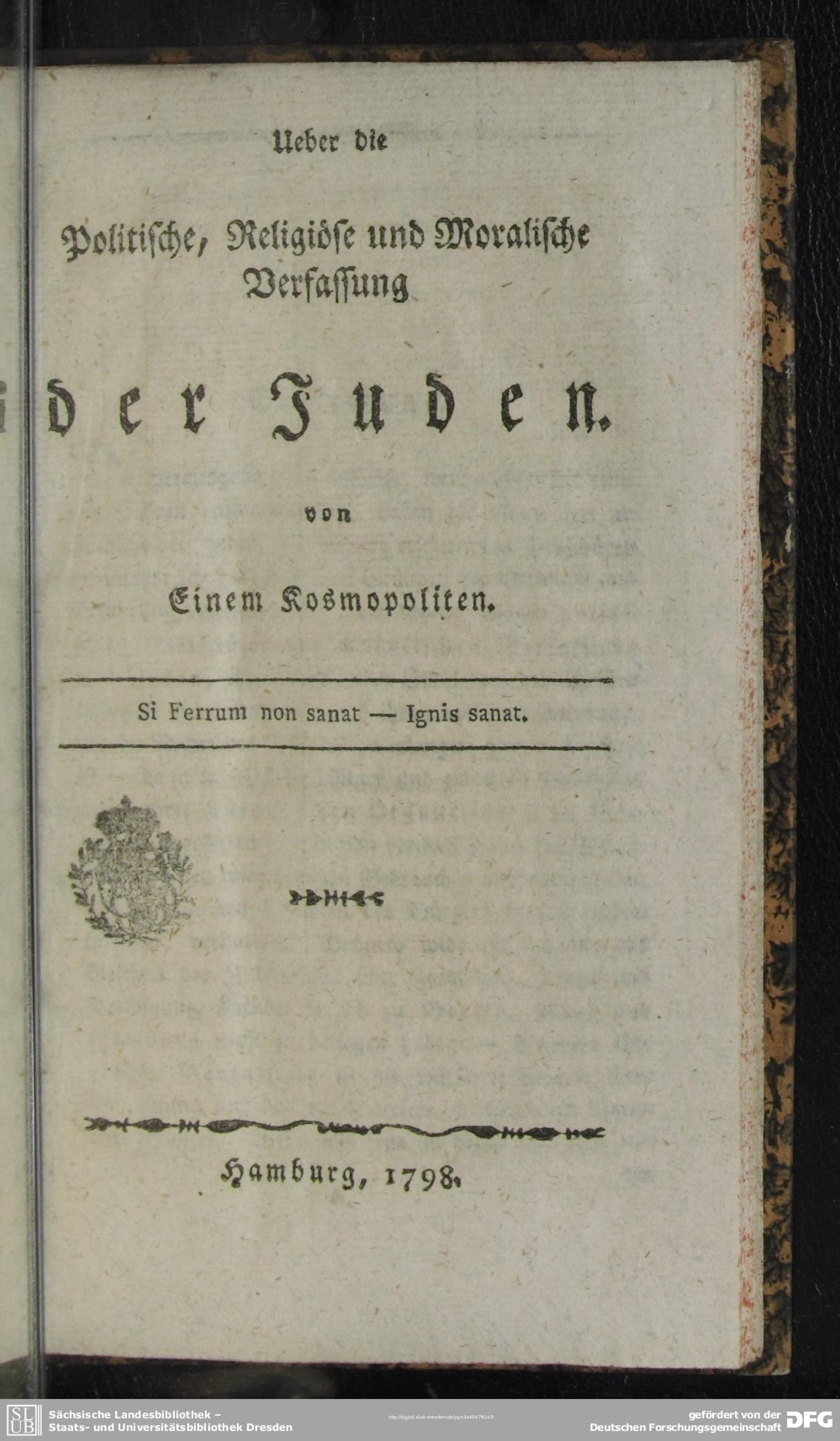
Anonym: Ueber die Politische, Religiöse und Moralische Verfassung der Juden (1798).
Die Sächsische Landesbibliothek – Staats- und Universitätsbibliothek Dresden ordnet das Exemplar Julius Friedrich Knüppeln zu.

- Ueber die physische und moralische Verfassung der heutigen Juden. 1791. nbn:de:hebis:30-180010531000
- Ueber die Wechselprocura. Berlin 1800.
- Beiträge zur Erläuterung des Wechselrechts. 2 Bände. Berlin 1802/1803.
- Ueber den Begriff der Suggestiv-Fragen. Berlin 1803.
- Wider die Juden. Berlin 1803. urn:nbn:de:hebis:30-180010625013, (Digitalisat)
- Erklärung an das Publikum über meine Schrift: Wider die Juden. Berlin 1803. urn:nbn:de:hebis:30-180010625021, (Digitalisat)
- Erster Nachtrag zu seiner Erklärung über seine Schrift. Wider die Juden ein Anhang zur 5. Auflage. Berlin 1803. urn:nbn:de:hebis:30-180010625036, (Digitalisat)
- Revisionsdeduction in Rechtssachen derjenigen … Edelleute, welche von … Salomon Moses Levy’s Witwe und Erben … in Anspruch genommen sind. Glogau 1804.
- Abhandlungen und Aufsätze über verschiedene Gegenstände der Rechtswissenschaft. Glogau 1805.
- Über den neuesten Standpunkt und das Prinzip der juridischen Lehre vom Ersatz der Kriegsschäden zugleich als Versuch über die Grundrechte der öffentlichen Gesellschaft. 1806, S. l.
- Über die Nothwehr: ein Beitrag zur wissenschaftlichen Behandlung des Kriminalrechts. Breslau 1806.
- Über die älteren und neueren Wechselgesetze der Stadt Breslau. Breslau 1806.
- Exner’s Tod: ein merkwürdiger Kriminalfall rechtmässiger Notwehr. Breslau 1806.
- Über Neutralität, Erhaltung und Sicherheit der Bäder und Heilquellen in Kriegszeiten, mit besonderer Beziehung auf Schlesien. Breslau 1807.
- Über Generatindult und Specialmoratorien. Breslau 1807.
- Frankreichs neue Wechsel-Ordnung: nach dem beigedruckten Gesetztexte der offiziellen Ausgabe übersetzt. Berlin, Leipzig 1808.
- Nothwendiger Anhang zu der Schrift: über Generalindult und Spezialmoratorien, besonders in den preußischen Staaten. Breslau 1808.
- Über die Sagacität als herrschendes Princip der Zeit. Glogau 1808.
- Von der Pflicht der Regierung in Ruecksicht auf Schauspiele. Breslau 1808.
- Ordnung für sämmtliche Städte der Preußischen Monarchie. Breslau 1809.
- Über die Vergütigung der Kriegsbrandschäden durch Brandversicherungs-Gesellschaften. Breslau 1809.
- Über Generalindult und Spezialmoratorien. 2. Auflage. Breslau 1809.
- Repertorium aller die Kriegslasten, Kriegsschäden und Kriegseinquartierungen betreffenden neueren Gesetze und Verordnungen nebst vollständiger Litteratur. Breslau 1810.
- Wöchentliche Theaternachrichten oder Breslauer Miscellen. Breslau 1810.
- Für die Frauen: eine Sylvester-Abendrede an die Männer. 3. Auflage. Breslau 1811.
- Friedenstractat der hohen verbündeten Mächte mit Frankreich geschlossen. Breslau 1814 (deutsch u. französisch, Weimar 1814).
- Vom Stamme Aaron und dessen angeblichen Vorrechten: ein Beytrag zum Judenwesen. Jerusalem: David. 1817.
- Die Wechselstempel-Gesetze in den Preußischen Staaten. Breslau 1818.
- Über die preußische Realmünze und ihren Zahlwerth im innern Verkehr. Breslau 1810, 1818.
- Aphorismen über Thierquälerei. Breslau 1828.

Außerdem zahlreiche Zeitungsbeiträge.